# الرفاعة
الرفاعة هو حي يقع في إمارة دبي في الإمارات العربية المتحدة وبلغ عدد سكانها (51.003) نسمة في العام 2023 بكثافة سكانية تعادل (41,523) فرد/كم² بحسب بيانات مركز دبي للإحصاء. يحتل حي الرفاعة موقعاً مهماً في بر دبي، حيث يحيط به كل من المنخول من الشرق، ومنطقة الميناء من الغرب، ويقع حي الفهيدي التاريخي في الجهة الشمالية، ومن الجنوب تحده الحضيبة. ويعتبر حي الرفاعة من الأحياء الكبيرة نسبياً والتي تمزج بين الطابع السكني والتجاري، كما تضم الرفاعة مواقع تاريخية ومتاحف دينية وثقافية، وكذلك مبان بتصاميم عصرية بالإضافة إلى مركز سوق الذهب الجديد وتتميز بموقعها القريب من المترو،وتوفر جميع الخدمات والمرافق الحيوية من مستشفيات ومراكز تسوق وفنادق ونوادي رياضية وغيرها، وتعتبر محطة مترو شرف دي جي على الخط الأخضر لمترو دبي أقرب محطة إلى المنطقة. ويعود سبب تسمية الرفاعة بهذا الاسم نظراً لكونها منطقة مرتفعة.